# Gebang (Bangkalan)
Gebang is een bestuurslaag in het regentschap Bangkalan van de provincie Oost-Java, Indonesië. Gebang telt 2656 inwoners (volkstelling 2010).